# Карахан, Саим Осман
Саи́м Осма́н Караха́н (тур. Saim Osman Karahan; 5 февраля 1939 или 1939, Констанца — 23 апреля 2015 или 2015, Стамбул) — турецкий языковед, переводчик и писатель крымскотатарского происхождения.

## Биография
Родился 5 февраля 1939 года в районе бея Коисиу города Констанца, Румыния, в семье учителя и священнослужителя. Их предки эмигрировали из Крыма в Добруджу, тогдашнюю Османскую территорию, в рамках волн миграции в 1860-х годах после Крымской войны.
Его отец Саит Осман был известным учителем и священнослужителем в Констанце. Детство пришлось на трудные годы Второй мировой войны в Бейском районе, где проживали в основном бедные семьи.
В 1956 году поступил в Бухарестский университет на физико-математический факультет. Позже, однако, был вынужден покинуть факультет, заболев на третьем курсе. После этого он решил эмигрировать в Турцию из-за социальной дискриминации, которой он подвергся. 2 апреля 1964 года отправился на корабле в Турцию.
Поступил в Стамбульский технический университет, но из-за финансовых невозможностей он был вынужден уйти через 1 год. Позже поселился в Анкаре, где нашёл работу. В 1966—1971 годах учился на лингвистическом и историко-географическом факультетах Анкарского университета, закончил обучение на кафедре французского языка и литературы.
Женившись в 1974 году, он поселился в Стамбуле и работал начальником производственного планирования и бухгалтером на заводе до 1990 года. В браке родилось двое детей.
В юношеские годы в Румынии начал работать и готовить Добруджский крымскотатарский устный словарь и через 60 лет издал его в 2012 году в 3 томах. Помимо этого шедевра Добруджи и другие его исследования по важным именам крымскотатарской литературы в Крыму были посвящены составлению произведений.
Удостоен премии Бекира Чобанзаде 2013 года «за лучшую научную и научно-методическую работу в области крымскотатарской филологии и фольклора», самой престижной культурно-художественной премии Крыма за работу «Добруджа крымскотатарского устного словаря». В том же году «премия Мехмета Ниязи» была присуждена Саиму Осману Карахану за вклад в развитие и поддержку крымскотатарской культуры, искусства и литературных ценностей в Румынии.
25 марта 2015 года был удостоен членства «Союза писателей Крымтатар» (Союз крымскотатарских писателей).
Начиная с 2009 года, руководил редакцией журнала «Эмель», основанной в Стамбуле, и редакцией журнала «Бахчисарай».
Владел русским, французским, турецким, крымскотатарским языками и латынью.
Саим Осман Карахан умер 23 апреля 2015 года в Стамбуле.

## Книги
- Dobruca Kırım Tatar Ağzı Sözlüğü (2012)
- Dobruca Hikâyeleri (2011)
- Ant Etkenmen — Numan Çelebi Cihan (2002)
- Ocaqay (2015)

### Подготовленные им книги
- Kırım Hikâyeleri −1 (2016)
- Molla Abbas Frenğistan Diyarında — İsmail Bey Gaspıralı (2014)
- Dobruca’nın Davuşı I-II-III — Mehmet Vani Yurtsever (2003,2013)
- Saylama Eserler I—II — İsmail Ziyaeddin (2013)
- Kültürümüzün Meseleleri — Ahmet-Naci Cafer Ali (2012)
- Türkniñ Öz Qardaşı — Tahsin İbrahim (2011)
- Qırım — Necip Hacı Fazıl (2011)
- Dobruca’dan — Müstecib Ülküsal (2007)
- Ömürniñ İçinden — Vasfiye Qıpçaq (2004)
- Balalar İçün — Vasfiye Qıpçaq (2004)
- Sagış — Memet Niyazi (2003)

### Переводы
- Kökünden Koparılmış — M.Can Aktaş (2013) (перевод с французского)